# Świniary Małe
Świniary Małe (niem. Klein Blumenau)– wieś w Polsce położona w województwie opolskim, w powiecie kluczborskim, w gminie Wołczyn.
W latach 1975–1998 miejscowość administracyjnie należała do ówczesnego województwa opolskiego.